# Kanton Abondance
Kanton Abondance (fr. Canton d'Abondance) je francouzský kanton v departementu Horní Savojsko v regionu Rhône-Alpes. Skládá se ze šesti obcí.

## Obce kantonu
- Abondance
- Bonnevaux
- La Chapelle-d'Abondance
- Châtel
- Chevenoz
- Vacheresse